# کاروانسرای برد
کاروانسرای بردشیراز بوانات مربوط به دوره صفوی است و در شهرستان بوانات، روستای بردشیرازواقع شده و این اثر در تاریخ ۷ مهر ۱۳۵۴ با شمارهٔ ثبت ۱۱۱۳ به‌عنوان یکی از آثار ملی ایران به ثبت رسیده است.